# 馬雷斯山
馬雷斯山（英語：Malysh Mountain）是南極洲的山峰，位於東部南極洲的毛德皇后地，屬於沃爾塔特山脈的一部分，處於斯凱德紹弗登山西南面，海拔高度2,640米。
72°9′S 11°24′E / 72.150°S 11.400°E